# Ehenbichl
Ehenbichl je obec v Rakousku ve spolkové zemi Tyrolsko v okrese Reutte.
Žije zde 824 obyvatel (1. 1. 2011).